# J.F.S. Dorph-Petersen
Jens Frederik Siegfred Dorph-Petersen, född den 9 april 1845 på Barfredshøj vid Tåstrup, död den 20 december 1927 i Köpenhamn, var en dansk skådespelare och teaterdirektör.
Dorph-Petersen debuterade den 26 april 1867 på Det kongelige Teater som Ruy Gomez i Man kan, hvad man vil, lämnade Det kongelige Teater med utgången av 1869–1870 och mottog från följande teaterårs
början engagemang vid Folketeatret, där hans första uppträdande ägde rum den 11 september 1870 som Dithmer i Paa Kontoret, och där han med undantag av två säsonger (1898–1899 och 1899–1900) var verksam
i en stor och olikartad repertoar, till dess att han den 31 maj 1908 som Theodor Woller i Moderate Løjer sade farväl till scenen. De sista åtta åren (från början av 1900 till 1908) var Dorph-Petersen tillika Folketeatrets direktör. Dorph-Petersen utnämndes vid sin avgång från Folketeatret 1908 till professor och uppträdde sista gången som gäst vid Johannes Rings jubileumsföreställning 1909.